# Temporada 1988-89 de l'NBA
La temporada 1988-89 de l'NBA fou la 43a en la història de l'NBA. Detroit Pistons fou el campió després de guanyar a Los Angeles Lakers per 4-0.

## Classificacions

### Conferència Est
| Equip              | V  | D  | %V   | P  |
| ------------------ | -- | -- | ---- | -- |
| New York Knicks    | 52 | 30 | ,634 | -  |
| Philadelphia 76ers | 46 | 36 | ,561 | 6  |
| Boston Celtics     | 42 | 40 | ,512 | 10 |
| Washington Bullets | 40 | 42 | ,488 | 12 |
| New Jersey Nets    | 26 | 56 | ,317 | 26 |
| Charlotte Hornets  | 20 | 62 | ,244 | 32 |

| Equip               | V  | D  | %V   | P  |
| ------------------- | -- | -- | ---- | -- |
| Detroit Pistons C   | 63 | 19 | ,768 | -  |
| Cleveland Cavaliers | 57 | 25 | ,695 | 6  |
| Atlanta Hawks       | 52 | 30 | ,634 | 11 |
| Milwaukee Bucks     | 49 | 33 | ,598 | 14 |
| Chicago Bulls       | 47 | 35 | ,573 | 16 |
| Indiana Pacers      | 28 | 54 | ,341 | 35 |

### Conferència Oest
| Equip             | V  | D  | %V   | P  |
| ----------------- | -- | -- | ---- | -- |
| Utah Jazz         | 51 | 31 | ,622 | -  |
| Houston Rockets   | 45 | 37 | ,549 | 6  |
| Denver Nuggets    | 44 | 38 | ,537 | 7  |
| Dallas Mavericks  | 38 | 44 | ,463 | 13 |
| San Antonio Spurs | 21 | 61 | ,256 | 30 |
| Miami Heat        | 15 | 67 | ,183 | 36 |

| Equip                  | V  | D  | %V   | P  |
| ---------------------- | -- | -- | ---- | -- |
| Los Angeles Lakers     | 57 | 25 | ,695 | -  |
| Phoenix Suns           | 55 | 27 | ,671 | 2  |
| Seattle SuperSonics    | 47 | 35 | ,573 | 10 |
| Golden State Warriors  | 43 | 39 | ,524 | 14 |
| Portland Trail Blazers | 39 | 43 | ,476 | 18 |
| Sacramento Kings       | 27 | 55 | ,329 | 30 |
| Los Angeles Clippers   | 21 | 61 | ,256 | 36 |

* V: Victòries
* D: Derrotes
* %V: Percentatge de victòries
* P: Diferència de partits respecte al primer lloc
* C: Campió

## Playoffs
Els equips en negreta van avançar fins a la següent ronda. Els números a l'esquerra de cada equip indiquen la posició de l'equip en la seva conferència, i els números a la dreta indiquen el nombre de partits que l'equip va guanyar en aquesta ronda. Els campions de divisió estan marcats per un asterisc. L'avantatge de pista local no pertany necessàriament a l'equip de posició més alta al seu grup, sinó a l'equip amb un millor rècord a la temporada regular; els equips que gaudeixen de l'avantatge de casa es mostren en cursiva.
|  | Primera Ronda | Primera Ronda | Primera Ronda |   |           | Semifinals de Conferència | Semifinals de Conferència | Semifinals de Conferència |  |   | Finals de Conferència | Finals de Conferència | Finals de Conferència |  |    | Final NBA   | Final NBA | Final NBA |
|  |               |               |               |   |           |                           |                           |                           |  |   |                       |                       |                       |  |    |             |           |           |
|  | 1             | L.A. Lakers   | 3             |   |           |                           |                           |                           |  |   |                       |                       |                       |  |    |             |           |           |
|  | 8             | Portland      | 0             |   |           |                           |                           |                           |  |   |                       |                       |                       |  |    |             |           |           |
|  | 8             | Portland      | 0             |   | 1         | L.A. Lakers               | 4                         |                           |  |   |                       |                       |                       |  |    |             |           |           |
|  |               |               |               |   | 1         | L.A. Lakers               | 4                         |                           |  |   |                       |                       |                       |  |    |             |           |           |
|  |               | 4             | Seattle       | 0 |           |                           |                           |                           |  |   |                       |                       |                       |  |    |             |           |           |
|  | 4             | 4             | Seattle       | 0 | Seattle   | 3                         |                           |                           |  |   |                       |                       |                       |  |    |             |           |           |
|  | 4             |               |               |   | Seattle   | 3                         |                           |                           |  |   |                       |                       |                       |  |    |             |           |           |
|  | 5             | Houston       | 1             |   |           |                           |                           |                           |  |   |                       |                       |                       |  |    |             |           |           |
|  | 5             | Houston       | 1             |   |           |                           |                           |                           |  | 1 | L.A. Lakers           | 4                     |                       |  |    |             |           |           |
|  |               |               |               |   |           |                           |                           |                           |  | 1 | L.A. Lakers           | 4                     |                       |  |    |             |           |           |
|  |               | 3             | Phoenix       | 0 |           |                           |                           |                           |  |   |                       |                       |                       |  |    |             |           |           |
|  | 3             | 3             | Phoenix       | 0 | Phoenix   | 3                         |                           |                           |  |   |                       |                       |                       |  |    |             |           |           |
|  | 3             |               |               |   | Phoenix   | 3                         |                           |                           |  |   |                       |                       |                       |  |    |             |           |           |
|  | 6             | Denver        | 0             |   |           |                           |                           |                           |  |   |                       |                       |                       |  |    |             |           |           |
|  | 6             | Denver        | 0             |   | 3         | Phoenix                   | 4                         |                           |  |   |                       |                       |                       |  |    |             |           |           |
|  |               |               |               |   | 3         | Phoenix                   | 4                         |                           |  |   |                       |                       |                       |  |    |             |           |           |
|  |               | 7             | Golden State  | 1 |           |                           |                           |                           |  |   |                       |                       |                       |  |    |             |           |           |
|  | 2             | 7             | Golden State  | 1 | Utah      | 0                         |                           |                           |  |   |                       |                       |                       |  |    |             |           |           |
|  | 2             |               |               |   | Utah      | 0                         |                           |                           |  |   |                       |                       |                       |  |    |             |           |           |
|  | 7             | Golden State  | 3             |   |           |                           |                           |                           |  |   |                       |                       |                       |  |    |             |           |           |
|  | 7             | Golden State  | 3             |   |           |                           |                           |                           |  |   |                       |                       |                       |  | O1 | L.A. Lakers | 0         |           |
|  |               |               |               |   |           |                           |                           |                           |  |   |                       |                       |                       |  | O1 | L.A. Lakers | 0         |           |
|  |               | E1            | Detroit       | 4 |           |                           |                           |                           |  |   |                       |                       |                       |  |    |             |           |           |
|  | 1             | E1            | Detroit       | 4 | Detroit   | 3                         |                           |                           |  |   |                       |                       |                       |  |    |             |           |           |
|  | 1             |               |               |   | Detroit   | 3                         |                           |                           |  |   |                       |                       |                       |  |    |             |           |           |
|  | 8             | Boston        | 0             |   |           |                           |                           |                           |  |   |                       |                       |                       |  |    |             |           |           |
|  | 8             | Boston        | 0             |   | 1         | Detroit                   | 4                         |                           |  |   |                       |                       |                       |  |    |             |           |           |
|  |               |               |               |   | 1         | Detroit                   | 4                         |                           |  |   |                       |                       |                       |  |    |             |           |           |
|  |               | 5             | Milwaukee     | 0 |           |                           |                           |                           |  |   |                       |                       |                       |  |    |             |           |           |
|  | 4             | 5             | Milwaukee     | 0 | Atlanta   | 2                         |                           |                           |  |   |                       |                       |                       |  |    |             |           |           |
|  | 4             |               |               |   | Atlanta   | 2                         |                           |                           |  |   |                       |                       |                       |  |    |             |           |           |
|  | 5             | Milwaukee     | 3             |   |           |                           |                           |                           |  |   |                       |                       |                       |  |    |             |           |           |
|  | 5             | Milwaukee     | 3             |   |           |                           |                           |                           |  | 1 | Detroit               | 4                     |                       |  |    |             |           |           |
|  |               |               |               |   |           |                           |                           |                           |  | 1 | Detroit               | 4                     |                       |  |    |             |           |           |
|  |               | 6             | Chicago       | 2 |           |                           |                           |                           |  |   |                       |                       |                       |  |    |             |           |           |
|  | 3             | 6             | Chicago       | 2 | Cleveland | 2                         |                           |                           |  |   |                       |                       |                       |  |    |             |           |           |
|  | 3             |               |               |   | Cleveland | 2                         |                           |                           |  |   |                       |                       |                       |  |    |             |           |           |
|  | 6             | Chicago       | 3             |   |           |                           |                           |                           |  |   |                       |                       |                       |  |    |             |           |           |
|  | 6             | Chicago       | 3             |   | 6         | Chicago                   | 4                         |                           |  |   |                       |                       |                       |  |    |             |           |           |
|  |               |               |               |   | 6         | Chicago                   | 4                         |                           |  |   |                       |                       |                       |  |    |             |           |           |
|  |               | 2             | New York      | 2 |           |                           |                           |                           |  |   |                       |                       |                       |  |    |             |           |           |
|  | 2             | 2             | New York      | 2 | New York  | 3                         |                           |                           |  |   |                       |                       |                       |  |    |             |           |           |
|  | 2             |               |               |   | New York  | 3                         |                           |                           |  |   |                       |                       |                       |  |    |             |           |           |
|  | 7             | Philadelphia  | 0             |   |           |                           |                           |                           |  |   |                       |                       |                       |  |    |             |           |           |

## Estadístiques
| Categoria                   | Jugador         | Equip                 | Mitjana/% |
| --------------------------- | --------------- | --------------------- | --------- |
| Punts per partit            | Michael Jordan  | Chicago Bulls         | 32,5      |
| Rebots per partit           | Hakeem Olajuwon | Houston Rockets       | 13,5      |
| Assistències per partit     | John Stockton   | Utah Jazz             | 13,6      |
| Robatoris per partit        | John Stockton   | Utah Jazz             | 3,2       |
| Taps per partit             | Manute Bol      | Golden State Warriors | 4,3       |
| Percentatge de tirs de camp | Dennis Rodman   | Detroit Pistons       | 59,5      |
| Percentatge de tirs lliures | Magic Johnson   | Los Angeles Lakers    | 91,1      |
| Percentatge de triples      | Jon Sundvold    | Miami Heat            | 52,2      |

## Premis
- MVP de la temporada
  -  Magic Johnson (Los Angeles Lakers)

- Rookie de l'any
  -  Mitch Richmond (Golden State Warriors)

- Millor defensor
  -  Mark Eaton (Utah Jazz)

- Millor sisè home
  -  Eddie Johnson (Phoenix Suns)

- Jugador amb millor progressió
  -  Kevin Johnson (Phoenix Suns)

- Entrenador de l'any
  -  Cotton Fitzsimmons (Phoenix Suns)

- Primer quintet de la temporada
  - A - Karl Malone, Utah Jazz
  - A - Charles Barkley, Philadelphia 76ers
  - P - Hakeem Olajuwon, Houston Rockets
  - B - Michael Jordan, Chicago Bulls
  - B - Magic Johnson, Los Angeles Lakers

- Segon quintet de la temporada
  - Tom Chambers, Phoenix Suns
  - Chris Mullin, Golden State Warriors
  - Patrick Ewing, New York Knicks
  - Kevin Johnson, Phoenix Suns
  - John Stockton, Utah Jazz

- Tercer quintet de la temporada
  - Dominique Wilkins, Atlanta Hawks
  - Terry Cummings, Milwaukee Bucks
  - Robert Parish, Boston Celtics
  - Dale Ellis, Seattle SuperSonics
  - Mark Price, Cleveland Cavaliers

- Millor quintet de rookies
  - Rik Smits, Indiana Pacers
  - Willie Anderson, San Antonio Spurs
  - Mitch Richmond, Golden State Warriors
  - Charles D. Smith, Los Angeles Clippers
  - Hersey Hawkins, Philadelphia 76ers

- Primer quintet defensiu
  - Dennis Rodman, Detroit Pistons
  - Larry Nance, Cleveland Cavaliers
  - Mark Eaton, Utah Jazz
  - Joe Dumars, Detroit Pistons
  - Michael Jordan, Chicago Bulls

- Segon quintet defensiu
  - Kevin McHale, Boston Celtics
  - A. C. Green, Los Angeles Lakers
  - Patrick Ewing, New York Knicks
  - John Stockton, Utah Jazz
  - Alvin Robertson, San Antonio Spurs